# Daigo Niši
Daigo Niši (japonsko 西 大伍), japonski nogometaš, * 28. avgust 1987, Saporo, Hokaido, Japonska.
Za japonsko reprezentanco je odigral dve uradni tekmi.